# Renald I de Borgonya
Renald I de Borgonya (986- 1057) va ser el segon comte de Borgonya i primer comte palatí de Borgonya de la casa d'Ivrea al segle xi.

## Família

### Orígens familiars
Fill del primer comte Otó Guillem de Borgonya i d'Adelaida Ermentruda de Reims i de Roucy (filla de Renald de Roucy, comte de Reims i senyor de Roucy i d'Alberada d'Hainaut, filla del duc Gislebert de Lotaríngia i de Gerberga de Saxònia.
|  |                                            |  |  |  |  |  |  |  |  |  |  |  |  |  |  |  |
|  | 16. Adalbert I d'Ivrea                     |  |  |  |  |  |  |  |  |  |  |  |  |  |  |  |
|  |                                            |  |  |  |  |  |  |  |  |  |  |  |  |  |  |  |
|  |                                            |  |  |  |  |  |  |  |  |  |  |  |  |  |  |  |
|  | 8. Berenguer II d'Itàlia                   |  |  |  |  |  |  |  |  |  |  |  |  |  |  |  |
|  |                                            |  |  |  |  |  |  |  |  |  |  |  |  |  |  |  |
|  |                                            |  |  |  |  |  |  |  |  |  |  |  |  |  |  |  |
|  | 17. Gisela de Friül                        |  |  |  |  |  |  |  |  |  |  |  |  |  |  |  |
|  |                                            |  |  |  |  |  |  |  |  |  |  |  |  |  |  |  |
|  |                                            |  |  |  |  |  |  |  |  |  |  |  |  |  |  |  |
|  | 4. Adalbert II d'Ivrea                     |  |  |  |  |  |  |  |  |  |  |  |  |  |  |  |
|  |                                            |  |  |  |  |  |  |  |  |  |  |  |  |  |  |  |
|  |                                            |  |  |  |  |  |  |  |  |  |  |  |  |  |  |  |
|  | 18. Bosó d'Arle                            |  |  |  |  |  |  |  |  |  |  |  |  |  |  |  |
|  |                                            |  |  |  |  |  |  |  |  |  |  |  |  |  |  |  |
|  |                                            |  |  |  |  |  |  |  |  |  |  |  |  |  |  |  |
|  | 9. Wil·la d'Arle                           |  |  |  |  |  |  |  |  |  |  |  |  |  |  |  |
|  |                                            |  |  |  |  |  |  |  |  |  |  |  |  |  |  |  |
|  |                                            |  |  |  |  |  |  |  |  |  |  |  |  |  |  |  |
|  | 19. Wil·la de Borgonya                     |  |  |  |  |  |  |  |  |  |  |  |  |  |  |  |
|  |                                            |  |  |  |  |  |  |  |  |  |  |  |  |  |  |  |
|  |                                            |  |  |  |  |  |  |  |  |  |  |  |  |  |  |  |
|  | 2. Otó Guillem de Borgonya                 |  |  |  |  |  |  |  |  |  |  |  |  |  |  |  |
|  |                                            |  |  |  |  |  |  |  |  |  |  |  |  |  |  |  |
|  |                                            |  |  |  |  |  |  |  |  |  |  |  |  |  |  |  |
|  | 20. Robert de Dijon                        |  |  |  |  |  |  |  |  |  |  |  |  |  |  |  |
|  |                                            |  |  |  |  |  |  |  |  |  |  |  |  |  |  |  |
|  |                                            |  |  |  |  |  |  |  |  |  |  |  |  |  |  |  |
|  | 10. Lambert de Chalon                      |  |  |  |  |  |  |  |  |  |  |  |  |  |  |  |
|  |                                            |  |  |  |  |  |  |  |  |  |  |  |  |  |  |  |
|  |                                            |  |  |  |  |  |  |  |  |  |  |  |  |  |  |  |
|  | 21. Ingeltrud                              |  |  |  |  |  |  |  |  |  |  |  |  |  |  |  |
|  |                                            |  |  |  |  |  |  |  |  |  |  |  |  |  |  |  |
|  |                                            |  |  |  |  |  |  |  |  |  |  |  |  |  |  |  |
|  | 5. Gerberga de Chalon                      |  |  |  |  |  |  |  |  |  |  |  |  |  |  |  |
|  |                                            |  |  |  |  |  |  |  |  |  |  |  |  |  |  |  |
|  |                                            |  |  |  |  |  |  |  |  |  |  |  |  |  |  |  |
|  | 22. Gilbert de Chalon                      |  |  |  |  |  |  |  |  |  |  |  |  |  |  |  |
|  |                                            |  |  |  |  |  |  |  |  |  |  |  |  |  |  |  |
|  |                                            |  |  |  |  |  |  |  |  |  |  |  |  |  |  |  |
|  | 11. Adelaida de Chalon                     |  |  |  |  |  |  |  |  |  |  |  |  |  |  |  |
|  |                                            |  |  |  |  |  |  |  |  |  |  |  |  |  |  |  |
|  |                                            |  |  |  |  |  |  |  |  |  |  |  |  |  |  |  |
|  | 23 Ermengarda de Borgonya                  |  |  |  |  |  |  |  |  |  |  |  |  |  |  |  |
|  |                                            |  |  |  |  |  |  |  |  |  |  |  |  |  |  |  |
|  |                                            |  |  |  |  |  |  |  |  |  |  |  |  |  |  |  |
|  | 1. Renald I de Borgonya                    |  |  |  |  |  |  |  |  |  |  |  |  |  |  |  |
|  |                                            |  |  |  |  |  |  |  |  |  |  |  |  |  |  |  |
|  |                                            |  |  |  |  |  |  |  |  |  |  |  |  |  |  |  |
|  | 6. Renald de Roucy                         |  |  |  |  |  |  |  |  |  |  |  |  |  |  |  |
|  |                                            |  |  |  |  |  |  |  |  |  |  |  |  |  |  |  |
|  |                                            |  |  |  |  |  |  |  |  |  |  |  |  |  |  |  |
|  | 3. Adelaida Ermentruda de Reims i de Roucy |  |  |  |  |  |  |  |  |  |  |  |  |  |  |  |
|  |                                            |  |  |  |  |  |  |  |  |  |  |  |  |  |  |  |
|  |                                            |  |  |  |  |  |  |  |  |  |  |  |  |  |  |  |
|  | 28. Renyer I d'Hainaut                     |  |  |  |  |  |  |  |  |  |  |  |  |  |  |  |
|  |                                            |  |  |  |  |  |  |  |  |  |  |  |  |  |  |  |
|  |                                            |  |  |  |  |  |  |  |  |  |  |  |  |  |  |  |
|  | 14. Gislebert de Lotaríngia                |  |  |  |  |  |  |  |  |  |  |  |  |  |  |  |
|  |                                            |  |  |  |  |  |  |  |  |  |  |  |  |  |  |  |
|  |                                            |  |  |  |  |  |  |  |  |  |  |  |  |  |  |  |
|  | 29. Hersinda                               |  |  |  |  |  |  |  |  |  |  |  |  |  |  |  |
|  |                                            |  |  |  |  |  |  |  |  |  |  |  |  |  |  |  |
|  |                                            |  |  |  |  |  |  |  |  |  |  |  |  |  |  |  |
|  | 7. Alberada d'Hainaut                      |  |  |  |  |  |  |  |  |  |  |  |  |  |  |  |
|  |                                            |  |  |  |  |  |  |  |  |  |  |  |  |  |  |  |
|  |                                            |  |  |  |  |  |  |  |  |  |  |  |  |  |  |  |
|  | 30. Enric I d'Alemanya                     |  |  |  |  |  |  |  |  |  |  |  |  |  |  |  |
|  |                                            |  |  |  |  |  |  |  |  |  |  |  |  |  |  |  |
|  |                                            |  |  |  |  |  |  |  |  |  |  |  |  |  |  |  |
|  | 15. Gerberga de Saxònia                    |  |  |  |  |  |  |  |  |  |  |  |  |  |  |  |
|  |                                            |  |  |  |  |  |  |  |  |  |  |  |  |  |  |  |
|  |                                            |  |  |  |  |  |  |  |  |  |  |  |  |  |  |  |
|  | 31. Matilde de Saxònia                     |  |  |  |  |  |  |  |  |  |  |  |  |  |  |  |
|  |                                            |  |  |  |  |  |  |  |  |  |  |  |  |  |  |  |
|  |                                            |  |  |  |  |  |  |  |  |  |  |  |  |  |  |  |

### Núpcies i descendents
El 1016 es casà amb Adelaida de Normandia (1002-1038), filla del duc Ricard II de Normandia i de Judit de Bretanya. Adelaida de Reims era l'hereva del comtat de Mâcon pel seu primer matrimoni amb Aubri II de Mâcon (mort el 982) que l'havia instituït com a tal. Del seu matrimoni amb Adelaida de Normandia, Renald I va tenir quatre fills i dues filles: 
- Guillem I de Borgonya dit el Gran o Cap Intrèpid (1020- 1087) que el va succeir com a comte.
- Guiu de Brionne o Guiu de Borgonya (vers 1025-1069), criat a la cort de Normandia, que va voler succeir al ducat de Normandia contra el seu cosí Guillem el Bastard (futur Guillem el Conqueridor). Es va haver de separar dels seus comtats de Brionne i de Vernon a Normandia, després d'haver estat al capdavant de la coalició de barons de Normandia que va ser derrotada en la batalla del Val-ès-Dunes el 1047. Guiu de Brionne va trobar refugi amb el seu oncle Jofré II Martell, comte d'Anjou. A la defunció de Renald I de Borgonya, va intentar arrabassar durant una desena d'anys el comtat de Borgonya al seu germà Guillem.
- Hug de Borgonya, dit de Superalios (citat el 1037- vers 1086), vescomte de Lons-le-Saunier, senyor de Montmorot, de Navilly i de Scey, casat amb Aldeberga de Scey. Van tenir per fill Tibert I de Montmorot, vescomte de Lons-le-Saunier (casa de Montmorot, àlies Montmoret).
- Folc de Borgonya, alies Folc de Joux de Grandson (citat el 1060-1114) (segons el cronista Herman de Laon), casat amb Alix de Roucy (v 1055-?) (de la casa de Grandson).

Renald I de Borgonya va criar d'altra banda a la seva cort a Robert de Nevers (1035-1098), dit "el Borgonyó", fill de Renald I de Nevers (1000-1040), que era el seu nebot. Robert de Nevers és a l'origen de la casa de Craon-Nevers. El seu net Robert de Craon, dit igualment "el Borgonyó", va succeir a Hug de Payns en tant que segon Mestre de l'Orde del Temple.

## Cronologia
995a l'edat de 20 anys, el seu pare associa el germà gran de Renald de Borgonya Guiu I de Mâcon, nascut el 975, al poder del comtat de Borgonya i del comtat de Mâcon, en vista de la seva successió.
1002als 27 anys, Guiu I de Mâcon esdevé comte de mâcon.
1004Guiu I de Mâcon mor a l'edat de 29 anys. El seu fill Otó II de Mâcon el va succeeix al títol de comte de Mâcon. Otó Guillem comparteix les seves terres: el seu fill Renald rep els comtats d'Amous, Varais i Portois; Otó de Mâcon, el seu net, rep el Mâconnais i l'Escuens. Otó Guillem conserva els seus drets sobre els comtats de la Borgonya franca (Beaumont, Fouvent i Oscheret). Els comtes de Borgonya conservaran durant molt de temps nombroses terres o sobiranies feudals sobre comtats situats en el ducat de Borgonya.
1026Renald I de Borgonya va succeir, el 21 d'octubre de 1026, a l'edat de 40 anys, amb el títol de comte de Borgonya, al seu pare que mor, per haver premort el seu germà Guiu.
L'explotació de les salines (mines de sal comuna de Salins i de Lons-Montmorot) i el desenvolupament de les carreteres comercials a través del massís del Jura, asseguren la prosperitat de la regió.
1027Renald I de Borgonya està en guerra contra el bisbe-comte d'Auxerre, Hug de Chalon. Aquest el va fer presoner a Auxerre. Renald I fou alliberat per les tropes enviades pel seu sogre i dirigides pel futur duc Ricard III de Normandia.
1032Rodolf III de Borgonya (últim rei de Borgonya) mor sense posteritat, el 6 de setembre de 1032. Havia designat el seu cosí l'emperador germànic Conrad el Sàlic com a hereu. El seu nebot Eudes II de Blois, fill de la seva germana gran Berta de Borgonya, va suscitar contra Conrad el Sàlic, la revolta dels feudals i dels prelats del regne de Borgonya. La guerra de successió de Borgonya (1032-1034) es va iniciar i fou sostinguda per Renald I de Borgonya, el comte Gerold II de Ginebra, l'arquebisbe de Viena del Delfinat, el bisbe de Saint-Jean-de-Maurienne, així com l'arquebisbe de Lió, Burcard II, fill bastard de Conrad el Pacífic i germanastre de Rodolf III de Borgonya.
Enfront d'ells, Conrad el Sàlic tenia el suport d'Heribert, arquebisbe de Milà, del marquès Bonifaci III de Toscana, d'Ermengarda, vídua de Rodolf III, i d'Humbert de Maurienne, antic aconsellar i vassall de Rodolf III - avui, més conegut sota el nom d'Humbert de les Blanques Mans.
Eudes II de Blois es va fer coronar rei de Borgonya a Lausanne, pels seus partidaris, però el gener de 1033, l'emperador es va fer coronar també a Basilea.
La revolta encalla i el regne de Borgonua va restar dins l'impero. Per tal d'escapar als exèrcits imperials, Renald de Borgonya es retira a Dijon, a la Borgonya ducal on ha conservat nombrosos suports.
1034l'emperador germànic Conrad II el Sàlic pren possessió del Regne de Borgonya (en realitat del comtat de Borgonya) i rep l'1 d'agost, l'homenatge dels seus nous vassalls a Ginebra.
Conrad II imposa el vassallatge al comtat de Borgonya per nombroses generacions, en detriment del ducat de Borgonya i del regne de França.
1037Renald I de Borgonya i Eudes II de Blois continuen la lluita contra les tropes imperials manades per Goteló I de Lotaríngia i aliades, per a l'ocasió, a les del rei de França Enric I. El 15 de novembre es lliura la batalla d'Hanol, població entre Bar-le-Duc i Verdun. Mort d'Eudes II de Blois.
L'emperador Conrad II decideix aixecar les sentències contra els seus adversaris anteriors. Renald I de Borgonya, cap de la coalició, rep, a Dijon, una ambaixada de l'emperador, que li anuncia els desitjos de reconciliació d'aquest. Renald I esdevenia comte palatí (Pfalzgraf) de Borgonya, títol donat en l'administració imperial germànica als encarregats d'administrar les terres i de tornar la justícia en nom de l'emperador. Els seus successors continuaran portant aquest títol.
1038Conrad II transmet el regne de Borgonya al seu nebot Enric III. El va fer coronar rei de Borgonya a Soleure. Els grans del regne, entre els quals el comte Renald i l'arquebisbe de Besançon Hug I de Salins, van estar presents a aquesta cerimònia i van haver de prestar homenatge al seu nou rei.
1039l'arquebisbe de Besançon, Hug I de Salins, esdevé l'home de confiança d'Enric III. L'emperador va concedir llavors una certa autonomia franca i el dret d'autoadministrar-se pel seu propi govern al comtat de Borgonya. L'arquebisbe de Besançon fou nomenat canceller i recompensat molt àmpliament per la seva total i molt sacrificada col·laboració.
1043Enric III va anar a Besançon, per prometre's amb Agnès d'aquitaine, neboda de Renald I de Borgonya, i filla del duc d'Aquitaine, Guillem V. En aquesta ocasió, l'arquebisbe de Besançon, Hug I de Salins, va obtenir drets regalians sobre la ciutat de Besançon (drets jurídics, polítics, fiscals i econòmics). fou nomenat príncep de l'imperi germànic (rang màxim abans d'emperador) i va regnar en sobirà sobre la ciutat, amb l'emperador i el papa Gregori VII per a únics superiors. Va escapar així al poder dels comtes de Borgonya.
1044Enric III continua afavorint els que haviensostingut el seu pare. Va donar la ciutat de Montbéliard al comte Lluís de Mousson. Renald I de Borgonya es va revoltar de nou contra l'emperador. Va assetjar el castell de Montbéliard, però el comte Lluís va desfer les seves tropes i va mantenir així la independència de Montbéliard enfront del comtat de Borgonya. El comtat de Montbéliard va prendre forma i viurà en endavant la seva pròpia història.
1057el setembre, el comte Renald desapareix a l'edat de 71 anys. El seu fill Guillem (1057-1087), el va succeir. Era ja soci de les decisions comtals des de feia uns quants anys, i assegurava l'autoritat en el comtat de Borgonya en absència del seu pare. Renald I fou inhumat a la catedral de Saint-Etienne de Besançon, reemplaçada al segle xviii per la catedral de Saint-Jean, on van ser transferides les sepultures dels comtes de Borgonya (capella del Sagrat-Cor).